# Telefono meccanico
((EN) Robert Hooke, Micrographia, New York, printed for James Allestry, 1667,  p. IV.)

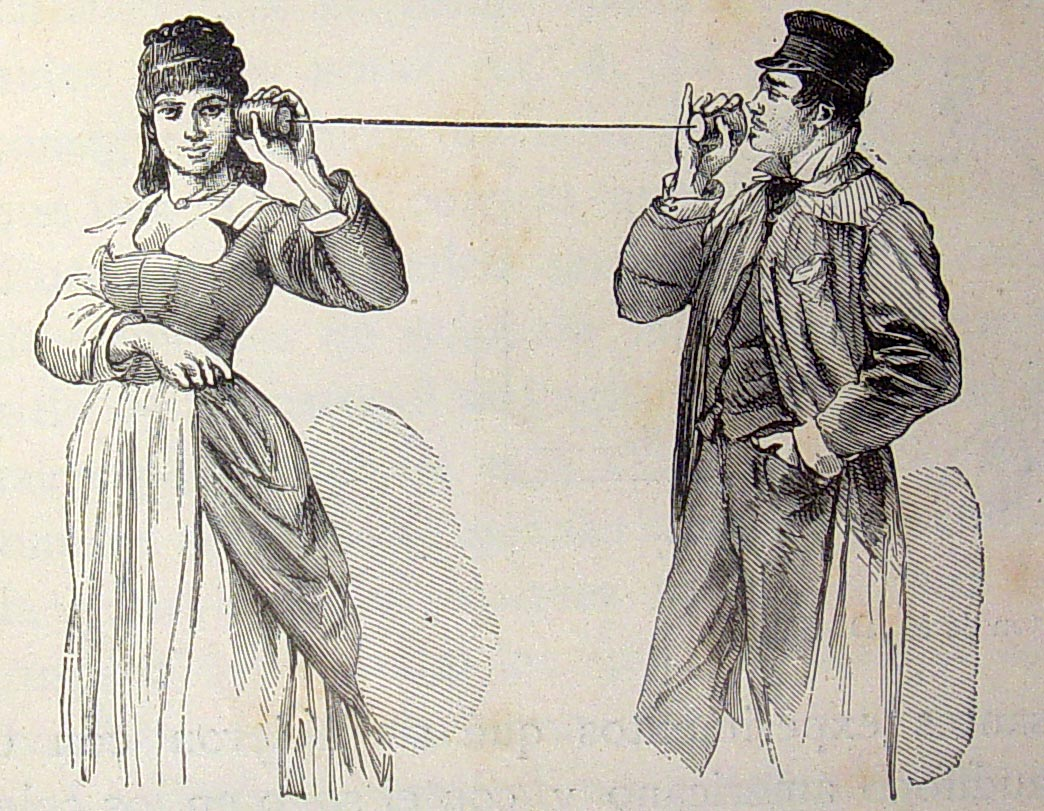
Illustrazione di un telefono meccanico del 1882

Il telefono meccanico, conosciuto anche come telefono a barattolo (o bicchiere) oppure telefono a spago (o corda) è un dispositivo acustico (non elettrico) per trasmettere la voce a distanza costituito da due bicchieri di carta o oggetti di forma simile attaccati alle estremità da un filo o una corda tesa.
Si tratta di un telefono meccanico, dove il suono viene convertito e poi convogliato in vibrazioni lungo un mezzo liquido o solido, e poi riconvertito in suono.

## Storia
Prima dell'invenzione del telefono elettromagnetico, c'erano dei dispositivi acustici meccanici per trasmettere la voce e la musica a grande distanza rispetto al normale. I primissimi telefoni meccanici erano basati sulla trasmissione del suono attraverso tubi o altri supporti fisici, e tra i primissimi esperimenti vi furono quelli condotti dal meccanico britannico Robert Hooke dal 1664-1685. Nel 1664-65 Hooke sperimentò la trasmissione del suono attraverso un filo disteso. Un telefono acustico a spago gli fu attribuito già nel 1667.
Il dispositivo per secoli è stato conosciuto come il telefono a spago o  telefono degli innamorati. Si collegano due diaframmi con una corda tesa o filo, che trasmette il suono in vibrazioni meccaniche da una parte all'altra lungo il filo (e non da una corrente elettrica modulata). Un esempio classico è il giocattolo dei bambini fatto collegando i fondi di due bicchieri di carta, lattine di metallo, o bottiglie di plastica con uno spago teso.
Per un breve periodo di tempo i "telefoni acustici" furono commercializzati come prodotto di nicchia concorrente al telefono elettrico, in quanto precedente l'invenzione di quest'ultimo, e non rientravano nell'ambito di applicazioni protette da suoi brevetti. Quando cessò il brevetto del telefono di Alexander Graham Bell, decine di nuove compagnie telefoniche invasero il mercato e i produttori di telefoni acustici, non potendo competere commercialmente, rapidamente chiusero le attività. La portata massima dei telefoni meccanici era molto limitata, ma centinaia di innovazioni tecniche (con conseguenza di circa 300 brevetti) aumentarono la propria portata a circa 800 metri in condizioni ideali. Un esempio di una di queste società fu quello della Lemuel Mellett's 'Pulsion Telephone Supply Company' of Massachusetts, che nel 1888 progettò e distribuì la sua versione alle ferrovie, presumibilmente con una portata di circa 4,8 km.
Negli anni precedenti, prima che lattine e bicchieri di carta diventassero di uso comune, altri tipi di "coppe" venivano utilizzate e il dispositivo veniva spesso chiamato telefono degli innamorati. Nel corso del XX secolo, questo veniva comunemente usato nelle scuole dell'infanzia e nelle scuole elementari per spiegare ai bambini la vibrazione sonora.

## Funzionamento
Le onde sonore vengono create come vibrazione dell'aria in risposta alla voce di una persona o di altri suoni. L'orecchio di una seconda persona raccoglie queste onde sonore e li converte in impulsi nervosi che il cervello interpreta come suoni. Nel linguaggio normale queste onde viaggiano attraverso l'aria, ma con un telefono meccanico le onde vengono trasmesse attraverso un mezzo supplementare fatto da lattine e corda.
Quando la corda è tesa e qualcuno parla in una delle lattine, il suo fondo agisce come un diaframma, converte le onde sonore in vibrazioni meccaniche longitudinali che variano la tensione della corda. Queste variazioni di tensione costituiscono le onde longitudinali nella corda che viaggiano verso la seconda lattina, causando nel suo fondo una vibrazione simile alla prima e permettendo alla seconda persona di ascoltare la voce della prima persona.
L'impiego di questo telefono in linea retta è il più semplice e il più tradizionale. Il buon esito del funzionamento dipende principalmente dalla natura dello spago, che deve essere sottile, e dalla sua tensione. Volendo comunicare anche quando tra gli interlocutori si frappone un ostacolo, occorrerà utilizzare uno o più appigli, costituiti da una vite ad occhiello sulla quale risulterà agganciato un elastico ricavato da una vecchia camera d'aria di bicicletta e dentro il quale verrà fatto passare il filo del telefono. All'elastico è conferito il compito di evitare perdite di vibrazioni nel punto di contatto e funge quindi da isolatore.